# Девід Вотсон (хокеїст)
Де́від Во́тсон (англ. David Watson; нар. 30 квітня 1983) — південноафриканський хокеїст, захисник. Виступає за «Йоганнесбург Скорпіонс» в Південноафриканській хокейній лізі. У складі національної збірної ПАР учасник чемпіонатів світу 2004 (дивізіон II), 2008 (дивізіон III), 2009 (дивізіон II) і 2010 (дивізіон III). 
Виступав за команди: «Йоганнесбург Скорпіонс».

## Досягнення
- Срібний призер чемпіонату світу 2008 (дивізіон III)
- Бронзовий призер чемпіонату світу 2010 (дивізіон III, група B)